# Chrysolina gruevi
Chrysolina gruevi é uma espécie de artrópode pertencente à família Chrysomelidae.